# Höslwang
Höslwang é um município da Alemanha, situado no distrito de Rosenheim, no estado da Baviera. Tem 16,18 km² de área, e sua população em 2019 foi estimada em 1.272 habitantes.